# Lampria spinipes
Lampria spinipes là một loài ruồi trong họ Asilidae. Lampria spinipes được Fabricius miêu tả năm 1805.